# Westraltrachia oscarensis
Westraltrachia oscarensis är en snäckart som först beskrevs av Cox 1892.  Westraltrachia oscarensis ingår i släktet Westraltrachia och familjen Camaenidae. Inga underarter finns listade i Catalogue of Life.